# بين بيترسون
بين بيترسون (بالإنجليزية: Ben Peterson) هو مصارع رياضي أمريكي، ولد في 27 يونيو 1950 في ويسكونسن في الولايات المتحدة.

## وصلات خارجية
- بين بيترسون على موقع قاعدة بيانات المصارعة الدولية (الإنجليزية)
- بين بيترسون على موقع أوليمبيديا (الإنجليزية)
- بين بيترسون على موقع قاعة آيوا للمشاهير الرياضية (الإنجليزية)